# Georges Chappe
Georges Chappe (Marsiglia, 5 marzo 1944) è un ex ciclista su strada francese.
Professionista tra il 1965 ed il 1972, fu campione del mondo nella 100 km a squadre nel 1963 e vinse una tappa al Tour de France.

## Carriera
Da dilettante fece parte del quartetto francese della 100 km a squadre campione del mondo nel 1963, e partecipò ai Giochi olimpici di Tokyo 1964 classificandosi sesto nella stessa prova. Nel 1965 passò professionista con la Mercier, squadra in cui rimase fino al 1971. Con questa squadra conquistò due volte la Parigi-Camembert (1967 e 1970), la tappa di Rouen al Tour de France 1968, il Critérium International nel 1970 e una tappa alla Volta a Portugal nel 1971. Nel 1972, ultimo anno da professionista, corse per la Gitane, vincendo una tappa al Tour de l'Oise. Partecipò a sette edizioni del Tour de France e tre della Vuelta a España.

## Palmarès
- 1962 (Dilettanti, una vittoria)

Corsa in salita a La Turbie
- 1963 (Dilettanti, una vittoria)

Campionati del mondo: Cronosquadre dilettanti (con Michel Bechet, Dominique Motte e Marcel Ernest Bidault)
- 1964 (Dilettanti, una vittoria)

Classifica generale Tour de l'Yonne
- 1967 (Mercier-BP-Hutchinson, una vittoria)

Parigi-Camembert
- 1968 (Mercier-BP-Hutchinson, una vittoria)

4ª tappa Tour de France (Roubaix > Rouen)
- 1970 (Fagor-Mercier-Hutchinson, tre vittorie)

Critérium International
Parigi-Camembert
Grand Prix du Petit Varois
- 1971 (Fagor-Mercier-Hutchinson, una vittoria)

16ª tappa, 1ª semitappa Volta a Portugal (Caldas da Rainha > Sintra)
- 1972 (Gitane, una vittoria)

2ª tappa Tour de l'Oise (Noyon > Beauvais)

### Altri successi
- 1965

Criterium di Plonéour-Lanvern
Criterium di Sanvignes
Promotion Pernod
- 1968

Criterium di Châteauneuf-du-Faou
- 1969

Criterium di Grand-Bourg
- 1970

Prestige Pernod
- 1972

Criterium di Lamballe
Criterium di Vailly-sur-Sauldre

## Piazzamenti

### Grandi Giri
- Tour de France

1965: ritirato (10ª tappa)
1967: 37º
1968: 42º
1969: fuori tempo massimo (2ª tappa)
1970: 84º
1971: 94º
1972: 50º
- Vuelta a España

1965: 36º
1967: 56º
1971: 61º

### Competizioni mondiali
- Giochi olimpici

Tokyo 1964 - Cronosquadre: 6º
- Campionati del mondo

Ronse 1963 - Cronosquadre dilettanti: vincitore
Sallanches 1964 - Cronosquadre dilettanti: 6º

### Classiche monumento
- Milano-Sanremo

1966: 91º
1967: 74º
1969: 89º
- Giro delle Fiandre

1967: 42º
- Parigi-Roubaix

1972: 41º